# Hermann Kindle
Hermann Kindle (* 14. Juni 1935 in Triesen) ist ein ehemaliger liechtensteinischer Skirennläufer.

## Biografie
Bei den Olympischen Winterspielen 1956 startete Kindle in der Abfahrt. Vier Jahre später bei den Olympischen Winterspielen in Squaw Valley startete er zudem noch im Slalom und Riesenslalom. Im Slalomwettbewerb konnte er mit Rang 27 sein bestes Resultat verzeichnen.